# Abdul Qadir Gilani
ʿAbd al-Qādir Gīlānī, (en persa: عبدالقادر گیلانی, cuyo nombre formal es Muḥyī l-Dīn Abū Muḥammad b. Abū Sālih ʿAbd al-Qādir al-Gīlānī al-Ḥasanī wa'l-Ḥusaynī  (en árabe:عبدالقادر الجيلاني; en turco: Abdülkâdir Geylânî; en kurdo: عه‌بدوالقادری گه‌یلانی, trans. Evdilqadirê Geylanî) (Provincia de Guilán, 17 de marzo de 1078-Bagdad, 21 de febrero de 1166), fue un predicador musulmán sunita hanbalí, orador, asceta, místico, sayyid, faqīh, y teólogo persa, célebre por haber sido el fundador epónimo fundador del tariqa Qadiriyya, una de las órdenes sufistas más grandes y expandidas del mundo.
Gilani nació el 17 de marzo de 1077 en la ciudad de Na'if, ubicado en la Provincia de Guilán, actual Irán, y falleció el lunes 14 de febrero de 1166, en Bagdad, fue un jurista sunita hanbalí y sufista persa que se había establecido en Bagdad. El tariqa Qadiriyya fue nombrado después de su muerte. Su lugar de nacimiento, en la histórica Guilán, ubicado a 40 kilómetros al sur de Bagdad, ha podido ser comprobado por testimonios familiares  y estudios históricos académicos.

## Nombre
El nombre Muhiyudin lo describe como "revividor de la religión". Gilani (en árabe, al-Jilani) refiere a su lugar de nacimiento, Guilán. Aun así, Gilani también llevó el epíteto Baghdadi en referencia a su residencia y posterior entierro en Bagdad. También ha sido llamado al-Hasani wa'l-Husayni, el cual indica una afirmación hacia su linaje proveniente tanto de Hasan ibn Ali como Husayn ibn Ali.

### Herencia paterna
El padre de Gilani provenía de un linaje de sayyid, es decir, descendientes legítimos del profeta Mahoma. Ha sido respetado al nivel de un santo por la gente de su época, siendo también conocido como Jangi Dost "aquel que ama a Dios", así "Jangidost" era su sobrenombre.

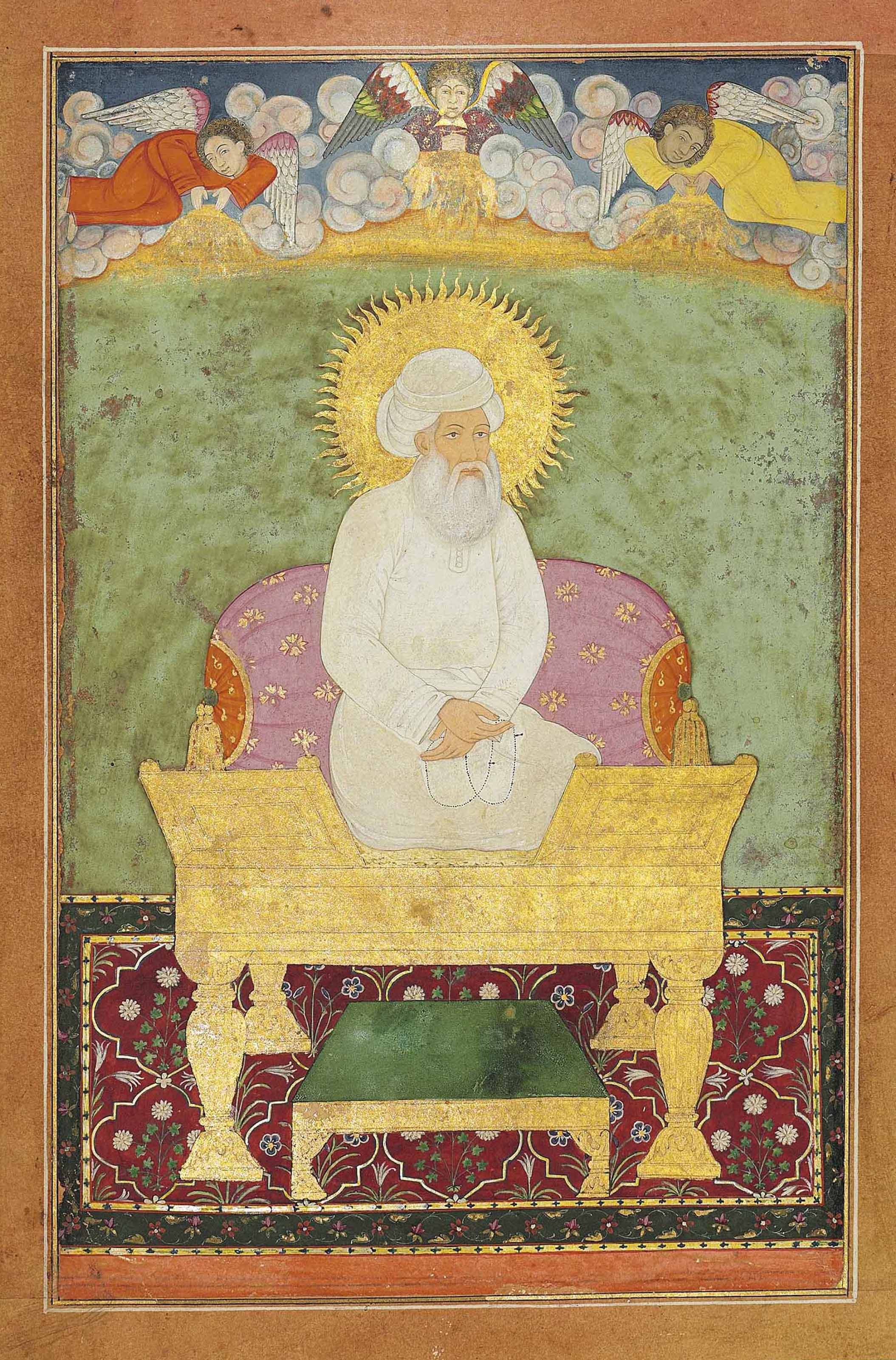
Shaykh 'Abd al Qadir Gilani

## Educación
Gilani pasó sus primeros años en su ciudad natal, Guilán. En 1095,  a los 18 años, viajó a Bagadad. Allí, donde comenzó a estudiar jurisprudencia hanbalí bajo la tutela de Abu Saeed Mubarak Makhzoomi y ibn Aqil. Recibió lecciones de hadiz por parte de Abu Muhammad Ja'far al-Sarraj. Su instructor espiritual de sufismo fue Abu'l-Khair Hammad ibn Muslim al-Dabbas. Tras finalizar su educación, Gilani dejó Bagdad, donde pasará los siguientes veinticinco años vagando solitariamente en las regiones desérticas de Irak.

## Últimos años
En 1127, Gilani regresó a Bagdad y comenzó a predicar públicamente. Se unió al personal docente en la escuela que pertenecía su propio maestro, al-Mazkhzoomi, y fue popular entre los estudiantes. Durante la mañana enseñaba hadiz y tafsir, y por la tarde realizaba discursos sobre la ciencia del corazón y las virtudes del Corán. Se dice que ha sido un predicador convincente, quién convirtió a numerosos judíos y cristianos al islam. Su fuerza provino de su reconciliación con la naturaleza mística del sufismo y la estricta naturaleza del derecho.

## Muerte y entierro

Mausoleo Abdul Qadir Gilano en Bagdad, 1925

Gilani falleció en la noche del martes 21 de febrero de 1166, a la edad de 91 años de acuerdo al calendario islámico. Su cuerpo fue sepultado en un santuario dentro de una madrasa en Babul-Sheikh, Rusafa, en la orilla este del Río Tigris en Bagdad, Irak. Durante el reinado del sah Ismail I, el santuario de Gilani fue destruido. Sin embargo, en 1535, el sultán otomano Sulimán el Magífico mandó a construir una turba (domo) sobre el santuario, que existe hasta el día de hoy.

## Celebración de aniversario de su natalicio y defunción
El Ramadán es celebrado como el cumpleaños de Abdul Qadir Gilani, mientras que la conmemoración de su muerte es el 21 de febrero, aunque algunas tradiciones y ulemas dicen que l1 de mayo y el 21 de febrero deberían celebrarse tanto el natalicio como defunción de Gilano. Su 'urs' o aniversario de su muerte, se llama en el subcontinente como Giyarwee Shareff o Día Honorífico del 11.

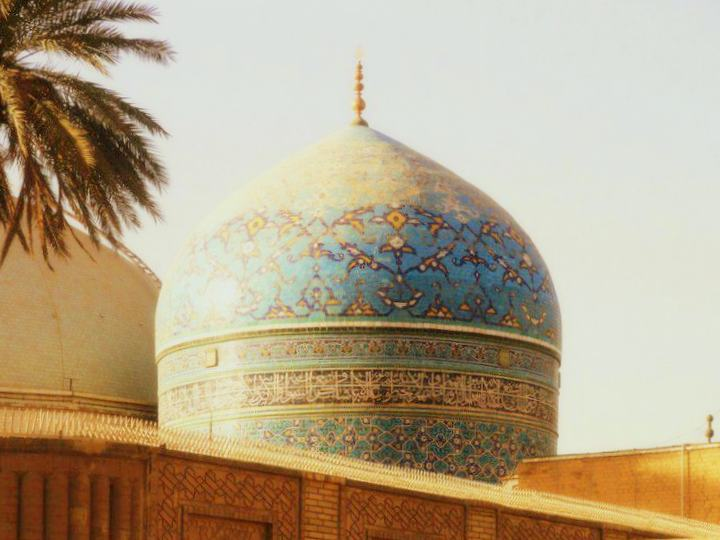
Tumba de Sheikh Abdul Qadir, Bagdad, Irak.

## Libros
- Kitab Sirr al-Asrar wa Mazhar al-Anwar[27] (El libro secreto de los secretos y la manifestación de la luz)
- Futuh al ghaib (Secretos ocultos)